# Pseudothyone
Genre
Pseudothyone est un genre d'holothuries (concombre de mer) de la famille des Sclerodactylidae.

## Liste des espèces
Selon World Register of Marine Species (22 février 2015) :
- Pseudothyone belli (Ludwig, 1887) -- Caraïbes
- Pseudothyone furnestini Cherbonnier, 1969 -- Europe atlantique
- Pseudothyone labradorensis Kremenetskaia, Alvestad, Penney, Hamel, de Moura Neves, Côté & Mercier, 2024 -- Labrador
- Pseudothyone levini Lambert & Oliver, 2001 -- Pacifique nord-est
- Pseudothyone mosaica (Koehler & Vaney, 1910) -- Océan Indien
- Pseudothyone raphanus (Düben & Koren, 1846) -- Europe
- Pseudothyone sculponea Cherbonnier, 1958 -- Méditerranée occidentale
- Pseudothyone serrifera (Östergren, 1898) -- Europe atlantique

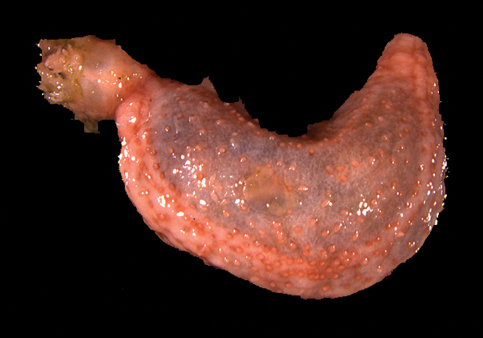
Pseudothyone labradorensis
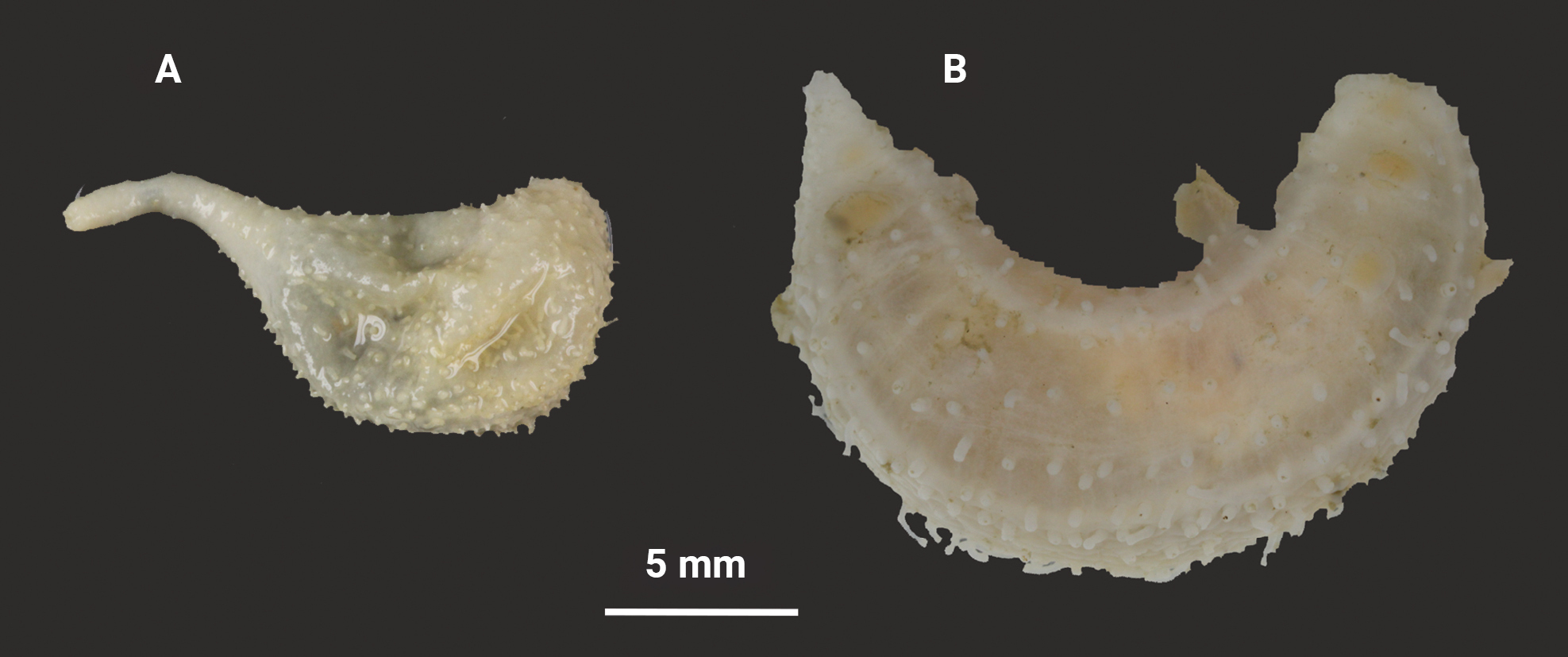
Pseudothyone raphanus & P. serrifera